# La Nuit de la Veuve ricanante
La Nuit de la Veuve ricanante (Night at the Mocking Widow dans l'édition originale) est un roman policier américain de John Dickson Carr publié en 1949, sous le pseudonyme de Carter Dickson. C'est le 20e roman de la série mettant en scène le personnage de Sir Henry Merrivale.

## Résumé
En septembre 1938, dans le Somerset, le village de Stoke Druid est la proie d'un corbeau qui signe du pseudonyme "La Veuve", une série de lettres anonymes dénonçant de réelles ou imaginaires adultères ou liaisons amoureuses. Cette "Veuve" tient son nom d'une statue de pierre qui domine le village et que les habitants surnomment la "Veuve ricanante".
Ces délations font bientôt une victime : le corps de Cordelia Martin est repêchée dans une rivière des environs. Le suicide semble évident, car une des dernières missives de "La Veuve" révélait qu'elle était amoureuse du révérend Hunter. 
Sur l'entrefaite, Sir Henry Merrivale arrive au village en quête d'un livre rare que lui a réservé son ami le bouquiniste Ralph Danvers. Bien décidé à ne plus s'occuper d'affaires criminelles, il se laisse convaincre de se charger de l'affaire lorsque son ami lui promet pour salaire de lui céder gratuitement le livre convoité. 
Au cours de l'enquête, Merrivale remarque les qualités d'écriture des lettres anonymes. Puis, Joan, la jeune nièce du colonel Bailey est effrayée par les menaces de "La Veuve" qui entend la visiter dans sa chambre peu avant minuit. La jeune femme prend un somnifère pour être capable de dormir, pendant que Merrivale, le colonel et deux acolytes font le guet devant sa porte et à sa fenêtre. Pourtant, à l'heure dite, et malgré des circonstances impossibles et un chambre close, Joan pousse un cri déchirant : le visage ricanant de "La Veuve" lui est apparu dans la pénombre.
Peu après, un chancelier du village est assassiné, mais Sir Henry perce peu à peu le mystère de cette machination et l'identité de son auteur.

## Éditions
Éditions originales en anglais
- (en) Carter Dickson, Night at the Mocking Widow, New York, Morrow, 1950 — édition originale américaine.
- (en) Carter Dickson, Night at the Mocking Widow, Londres, Heinemann, 1951 — édition originale britannique.

Édition française
- (fr) John Dickson Carr (auteur) et Danièle Grivel (traducteur) (trad. de l'anglais), La Nuit de la Veuve ricanante [« Night at the Mocking Widow »], Paris, Librairie des Champs-Élysées, coll. « Le Masque. Les maîtres du roman policier no 2348 », 1997, 285 p. (ISBN 2-7024-2778-2, BNF 36195999)

## Autour du roman
- Pour La Nuit de la Veuve ricanante, John Dickson Carr s'est inspiré de l'affaire de Tulle qui a également inspiré le réalisateur Henri-Georges Clouzot pour son film Le Corbeau (1943) et Jean Cocteau pour sa pièce de théâtre La Machine à écrire (1941).

## Source
- Roland Lacourbe, John Dickson Carr : scribe du miracle. Inventaire d'une œuvre, Amiens, Encrage, 1997, p. 90-91.